# Pietrosz-csúcs
A Pietrosz-csúcs avagy Nagy-Köves (románul Vârful Pietrosul Călimanilor) a Keleti-Kárpátok legmagasabb vulkanikus eredetű hegycsúcsa, a Kelemen-havasok főgerincének része, egy nagy rétegvulkán maradványa. Maros megye és Suceava megye határán helyezkedik el.
A hegyre és a főgerincre Maroshévíz irányából több erdei úton is eljuthatunk. A csúcsról tiszta időben a Máramarosi-havasoktól a Fogarasi-havasokig rengeteg csúcs és gerinc látható. Délen a Görgényi-havasok erdőit láthatjuk, délkelet felé a Magyar-Negoj, a Kis-Köves és a Rekettyés-csúcs (2021 m). Ez utóbbin látható a meteorológiai állomás. A távolban megpillanthatjuk a Gyergyói-havasokat, a Hagymás- és Hargita-hegységet. Kelet fele látható a Vajda-csúcs (1885 m), Kelemen-forrás- (2032 m) és a Cserbükk (2015 m), a távolban pedig a Besztercei-havasok és a Csalhó. Észak felé a Tamó, illetve 12 Apostol sziklái emelkednek ki a láthatárból, távolabb pedig a Cohárd-hegység, illetve az Obcsinák. Északkelet felé pedig a Borgói-hegységet, illetve a Radnai-havasokat láthatjuk.